# Jan z Montfortu (1294–1345)
Jan z Montfortu (francouzsky Jean de Montfort , bretonsky Yann Moñforzh; 1295, Hennebont – 26. září 1345, Hennebont) byl hrabě z Montfort-l'Amaury a Richmondu, vévoda bretaňský a účastník války o bretaňské nástupnictví.

## Život
Byl prvorozeným synem bretaňského vévody Artura II. a jeho druhé choti Jolandy, dcery hraběte Roberta z Dreux a vdovy po skotském králi Alexandrovi. Artur Bretaňský zesnul roku 1312 a novým vévodou se stal Jan, jeho prvorozený syn z předchozího manželství a Montfortův nevlastní starší bratr.
Jan z Montfortu po matčině smrti roku 1322 zdědil hrabství Montfort a roku 1329 se oženil s Johanou, dcerou Ludvíka z Nevers. Bretaňský vévoda se i přes četná manželství nestal otcem a pokusil se Jana z Montfortu z dědictví vyloučit ve prospěch kulhavé neteře Johany, dcery Víta z Penthièvre a jejího zbožného manžela Karla z Blois. Roku 1341 těžce onemocněl a zemřel. Vzápětí se rozhořela válka o osiřelé vévodství.
| „                | Ježto po sobě nezanechal přímého potomka, zmocnil se vévodství jeho bratr hrabě Montfort, a to na úkor vévodovy neteře, která se provdala za pana Karla z Blois. Té totiž vévoda při sňatku slíbil, že jí vévodství po jeho smrti připadne. Nicméně hrabě Montfort byl připraven hájit svůj nárok vojenskou silou... | “ |
| — Jean Froissart | |   |

Montfortovi se podařilo získat podporu anglického krále Eduarda III. za slib, že od něj přijme Bretaň jako anglické léno. Podpora Anglie mu však nebyla nic platná, Karlovi z Blois se podařilo jej při obléhání Nantes zajmout a nechat uvěznit v Louvru. V boji pokračovala jeho žena Johana, která přislíbila anglickému králi, že bude moci jednu ze svých dcer provdat za jejího syna, pokud poskytne vojenskou pomoc.
| „                | Hrabě Montfort byl sice v zajetí, leč jeho choť, paní hraběnka, byla na svobodě, a protože to byla žena velmi srdnatá, umínila se postavit se francouzskému vpádu do Bretaně na odpor... | “ |
| — Jean Froissart | |   |

Zatím co Jan z Montfortu trávil čas v pařížském vězení, proslavila se jeho žena statečnou obranou obléhaného Hennebontu. Odhodlaná ubránit Bretaň pro svou rodinu, oblékla na sebe i zbroj. Roku 1343 došlo k příměří mezi Francií a Anglií. Montfortovi se podařilo na jaře 1345 uprchnout v převleku za obchodníka. Ochořel při obléhání Quimperu a zemřel již v září 1345 v Hennebontu. Jeho ostatky byly pohřbeny v klášteře sv. Kříže v Quimperé.